# Víctor Ormaza
Víctor Ormaza (Guayaquil, Guayas, Ecuador, 4 de marzo de 1967 - † (Guayaquil, Guayas, Ecuador, 6 de abril del 2020) fue un futbolista ecuatoriano que jugaba de portero y su último equipo fue la Club Deportivo 2 de Marzo de la Segunda Categoría del fútbol ecuatoriano 

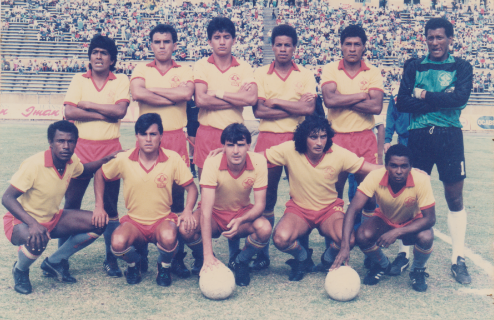
Víctor Ormaza jugando para Aucas en 1991

## Trayectoria Deportiva
Su primer club fue la Universidad Católica de Guayaquil perteneciente a la Federación del Guayas durante los años 1982 y 1983, al mismo tiempo jugaba la Copa Emprode con la selección juvenil del Guayas donde quedó subcampeón en dos años consecutivos.
En el año 1984 participa en los Juegos Deportivos Nacionales celebrados en Manabí donde se ubican en segundo lugar con la selección juvenil del Guayas obteniendo la medalla de plata.
En 1985 es transferido al Ferroviarios de Durán y fue convocado para la selección del Ecuador ganando la medalla dorada en los X Juegos Bolivarianos de 1985 con todos los partidos como arquero titular.
En el año 1986 juega para Liga Deportiva Estudiantil perteneciente a la Asociación de Fútbol del Guayas (AFG) ocupando la segunda plaza, En 1987 juega en la Asociación Deportiva Nueve de Octubre de Guayaquil.
En 1987 da su salto a la Serie A al ser comprado por el Aucas donde debutó en el fútbol profesional el 2 de julio en la fecha 21 ante El Nacional y permaneció cinco temporadas, cumpliendo actuaciones muy destacables.
En el año 1991 fue traspasado a su nuevo club el 2 de Marzo de Imbabura, donde jugó durante 18 meses y se retira del fútbol profesional a muy corta edad.

## Clubes
| Club                       | País    | Año       |
| -------------------------- | ------- | --------- |
| Ferroviarios               | Ecuador | 1985      |
| Liga Deportiva Estudiantil | Ecuador | 1986      |
| Nueve de Octubre           | Ecuador | 1987      |
| Aucas                      | Ecuador | 1987-1991 |
| 2 de Marzo                 | Ecuador | 1992-1993 |

## Palmarés

### Títulos nacionales
| Título            | Club                       | Año  |
| ----------------- | -------------------------- | ---- |
| Segunda Categoría | Liga Deportiva Estudiantil | 1986 |
| Serie B           | Aucas                      | 1991 |
| Segunda Categoría | 2 de Marzo                 | 1991 |

### Juegos Nacionales
| Título                      | Equipo                          | Asociación | Año  |
| --------------------------- | ------------------------------- | ---------- | ---- |
| Juegos Nacionales en Manabi | Federación Deportiva del Guayas | Guayas     | 1984 |

### Juegos internacionales
| Título                | País              | Sede    | Año  |
| --------------------- | ----------------- | ------- | ---- |
| X Juegos Bolivarianos | Selección Ecuador | Ecuador | 1985 |